# Лі У
Лі У (кор.: хангиль: 이우; 15 листопада 1912 — 7 серпня 1945) — член імператорської родини Кореї в чині принца, 4-й глава Унхен і підполковник імператорської армії Японії під час Другої світової війни. Він загинув під час атомного бомбардування Хіросіми.

## Життєпис
Він народився другим сином принца Кана, п'ятого сина імператора Коджона.
У віці п'яти років його усиновили як спадкоємця померлого принца Джунйона, 3-го глави  палацу Унхьон і єдиного сина старшого брата імператора Коджона, принца Хі. Невдовзі після цього під виглядом навчання його вивезли до Японії.
Однак, на відміну від свого старшого брата, принца Гона, попри свою японську освіту він зберіг свою ідентичність корейця. Це зробило його улюбленим сином свого батька, принца Кана, який сам намагався втекти з Кореї, щоб приєднатися до вигнаного корейського уряду. Він подолав усі спроби японців одружити його з другорядною японською вельможею, і одружився з леді Пак Чханджу з клану Паннам Пак, онукою маркіза Пак Йон Хьо, який був чоловіком принцеси Кореї Йонхє. У них було двоє дітей, Лі Чхон і Лі Чон.

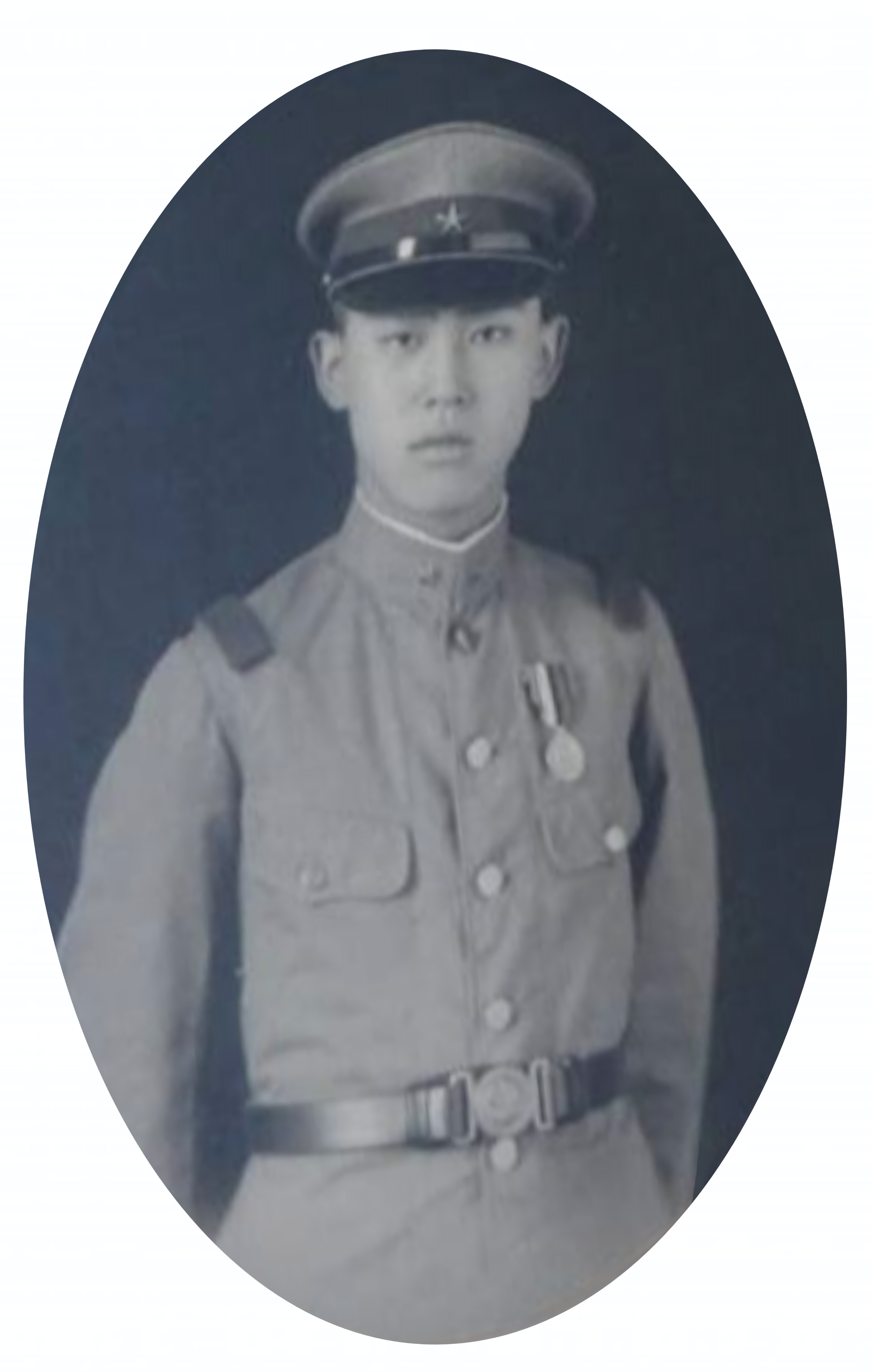
Принц Лі У в 1933 році

Принц Лі служив у японській армії та був дислокований у Китаї. 25 жовтня 1933 року отримав звання молодшого лейтенанта, 25 жовтня 1935 року отримав звання лейтенанта, 1 березня 1938 року — капітана, 15 жовтня 1941 року — майора та 10 червня 1945 року — підполковника.

## Смерть
1945 року принц У був переведений до Хіросіми. 6 серпня 1945 року він був смертельно поранений вибухом атомної бомби по дорозі до свого офісу і помер пізніше того ж дня в медичній станції. Посмертно йому надано звання полковника. 8 серпня ад'ютант підполковник Йосінарі Хіроші (яп. 吉成 弘) покінчив життя самогубством через те, що не зміг врятувати принца Лі. Після цього тіло Лі У було перевезено до Кореї та 15 серпня 1945 року у день закінчення війни поховано в Хинвоні.

## Популярна культура
- 2016 року Ґо Су зіграв Лі У в фільмі «Остання принцеса».